# روجر براون (لاعب كرة قدم)
روجر براون (بالإنجليزية: Roger Brown) (12 ديسمبر 1952 في المملكة المتحدة - 17 أغسطس 2011 في المملكة المتحدة) هو مدرب كرة قدم ولاعب كرة قدم بريطاني في مركز الدفاع. لعب مع نادي بورنموث ونادي فولهام ونورويتش سيتي ونادي ليمنجتون ونادي ويموث ونادي بول تاون وPaget Rangers F.C. ‏.

## وصلات خارجية
- روجر براون على موقع قاعدة بيانات كرة القدم.إي يو (الإنجليزية)
- روجر براون على موقع Soccerbase.com (مدرب) (الإنجليزية)